# Scopula penricei
Scopula penricei là một loài bướm đêm trong họ Geometridae.